# Anton Korczok
Anton Korczok (* 1. Juni 1891 in Altendorf; † 5. Februar 1941 im KZ Dachau) war ein deutsch-polnischer römisch-katholischer Geistlicher und Märtyrer.

## Leben
Anton Korczok besuchte das Gymnasium im oberschlesischen Ratibor, machte 1910 Abitur mit Auszeichnung und studierte Theologie in Breslau. Am 18. Juni 1914 wurde er zum Priester geweiht, war kurzzeitig Kaplan in Militärkrankenhäusern, ab 1916 Kaplan in Domb, ab 1918 erster Kaplan an der Kirche St. Peter und Paul in Gleiwitz und ab 1922 in Hindenburg O.S. 1919 war er in katholischer Theologie promoviert worden und hatte sich für den Anschluss seiner Heimat an das neu gegründete Polen engagiert, weswegen er sich eine Zeitlang verstecken musste.
1929 wurde Korczok Pfarrer in Sosnitza. Er vollendete den Bau der Marienkirche, baute ein Pfarrhaus und feierte polnische Gottesdienste, bis diese 1939 verboten wurden. Wegen seiner Hinwendung zu den polnischen Zwangsarbeitern wurde er am 24. August 1940 von der Gestapo verhaftet und am 20. September 1940 in das KZ Dachau gebracht (Häftlingsnummer 19953). Ein Gericht sprach ihn wegen Mangel an Beweisen frei und verfügte seine Entlassung für den 6. Februar 1941. Am Vortag seiner Entlassung ließ ihn die Gestapo von Lageraufsehern erschießen.

## Werke
- Die griechisch-katholische Kirche in Galizien. Teubner, Leipzig 1921. (Vorwort von Felix Haase, Dissertation Breslau 1919)

## Gedenken
Die Römisch-katholische Kirche in Deutschland hat Anton Korczok als Märtyrer aus der Zeit des Nationalsozialismus in das deutsche Martyrologium des 20. Jahrhunderts aufgenommen. Sein Ehrengrab befindet sich in der Marienkirche von Sosnitza. Die an der Pfarrkirche vorbeiführende Straße trägt seinen Namen.